# Gilbert Thomas Burnett
Gilbert Thomas Burnett (1800, Londres - 1835, ibíd.) fue un botánico, pteridólogo, y zoólogo británico.
Burnett fue el primer profesor de Botánica del King's College de Londres, de 1831 a 1835. Se publica Illustrations of Useful Plants employed in the Arts and Medicine, póstumamente y sus ilustraciones son de su hermana M. A. Burnett.
Burnett también escribió artículos de Zoología, como Illustrations of the Manupeda or apes & their allies de 1828.

## Obra
- 1852. An Encyclopædia of Useful and Ornamental Plants Consisting of Beautiful and Accurate Coloured Figures of Plants Used in the Arts, In Medicine, and For Ornament, with Copious Scientific and Popular Descriptions of Each, Accounts of Their Uses, and Mode of Culture, and Numerous Interesting Anecdotes. 2 vols. Ed. George Willis, Great Piazza, Covent Garden

- 1840. Plantæ Utiliores or Illustrations of Useful Plants employed in the Arts & Medicine vol. 1 vol. 3

- 1836. An Historical and Descriptive Account of China: Its Ancient and Modern History, Language, Literature, Religion, Government, Industry, Manners, and Social State; Intercourse with Europe from the Earliest Ages; Missions and Embassies to the Imperial Court; British and Foreign Commerce ..., vol. 3. Con Hugh Murray, John Crawfurd, Peter Gordon, Thomas Lynn, William Wallace. 400 pp. Ed. Oliver & Boyd

- Outlines of Botany. 1835

- Illustrations of the Manupeda or apes and their allies. 1828

## Honores

### Eponimia
Género
- (Orchidaceae) Burnettia Lindl.[1]

Especies
- (Ericaceae) Erica × burnettii hort. ex Planch.[2]

- (Thymelaeaceae) Leucosmia burnettiana Benth.[3]
- La abreviatura «Burnett» se emplea para indicar a Gilbert Thomas Burnett como autoridad en la descripción y clasificación científica de los vegetales.[4]